# CongressPark Wolfsburg

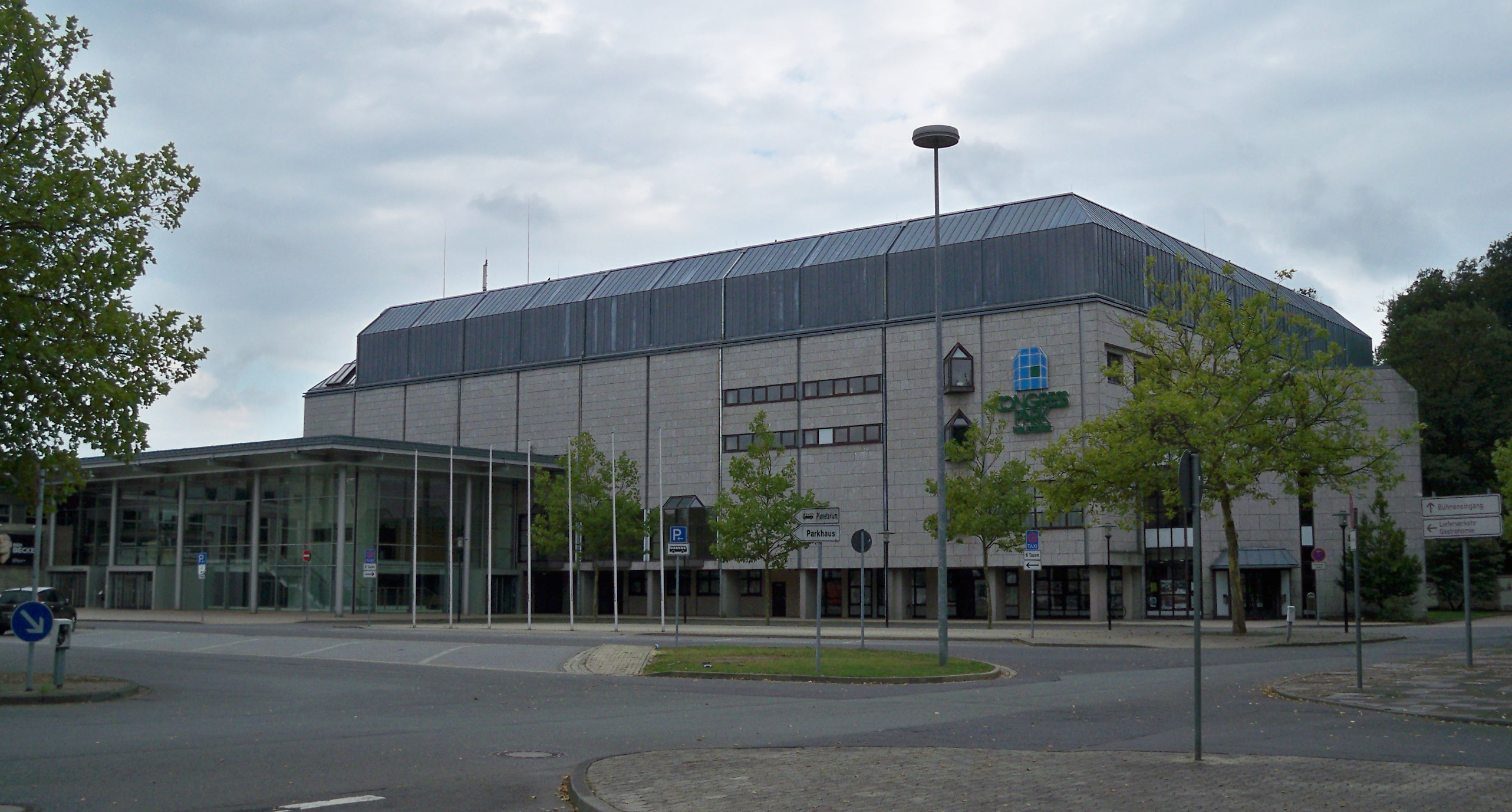
CongressPark Wolfsburg, von Norden

Der CongressPark Wolfsburg (bis 1987 Stadthalle) ist ein Veranstaltungszentrum in Wolfsburg in Niedersachsen.

## Lage und Nutzung
Der CongressPark liegt am Fuß des Klieversbergs am Südende der Stadtmitte, in unmittelbarer Nähe des Scharoun-Theaters und des Planetariums. Die Postadresse ist Heinrich-Heine-Straße, das Gebäude liegt aber in der Straße Klieverhagen.
Der CongressPark hat drei Säle für öffentliche Veranstaltungen, den „Großen Saal“ mit bis zu 2.044 Plätzen, den „Spiegelsaal“ (bis 574 Plätze) und den „Kleinen Saal“, auch „Black Box“ genannt (maximal 1100 Plätze), sowie sieben Konferenzräume. Die Säle werden unter anderem für Konzerte, Kongresse und Bälle genutzt. In den Foyers finden Ausstellungen und Messen statt; außerdem werden sie für das Catering genutzt.
Das Haus bietet innen 4.741 m² und im Außenbereich rund 6.000 m² Ausstellungsfläche, auf denen Ausstellungen, Börsen und Messen stattfinden. Den Eingangsbereich bildet ein zweigeschossiges Foyer.
Der „Klieversbergsaal“ des CongressParks wird von der nahegelegenen „Neuen Schule“ als Mensa genutzt.
Der CongressPark befindet sich im Eigentum der Stadt Wolfsburg und wird von der CongressPark Wolfsburg GmbH geführt.

## Geschichte

### Vorgeschichte
Die erste große Mehrzweckhalle für Veranstaltungen war die bereits 1938, dem Gründungsjahr der Stadt des KdF-Wagens (1945 in Wolfsburg umbenannt), erbaute Tullio-Cianetti-Halle. Sie bot Platz für 5000 Besucher, brannte jedoch 1945 ab.
1947/48 sah der Stadtplaner Hans Bernhard Reichow den Bau einer Stadthalle auf einer Insel im Großen Schillerteich vor, die von der verlängerten Stresemannstraße aus zu erreichen sein sollte, was jedoch nicht realisiert wurde.
Ab 1947 besaß Wolfsburg an der Ecke Kleiststraße/Robert-Koch-Platz die „Stadthalle“, die den Anforderungen bald nicht mehr genügte und Ende 1957 geschlossen wurde. Es handelte sich dabei um einen größeren Raum in einem Gebäude der Stadtwerke, der eigentlich als technischer Steuerraum dienen sollte und am 21. September 1947 als Stadthalle eingeweiht wurde.

### Stadthalle

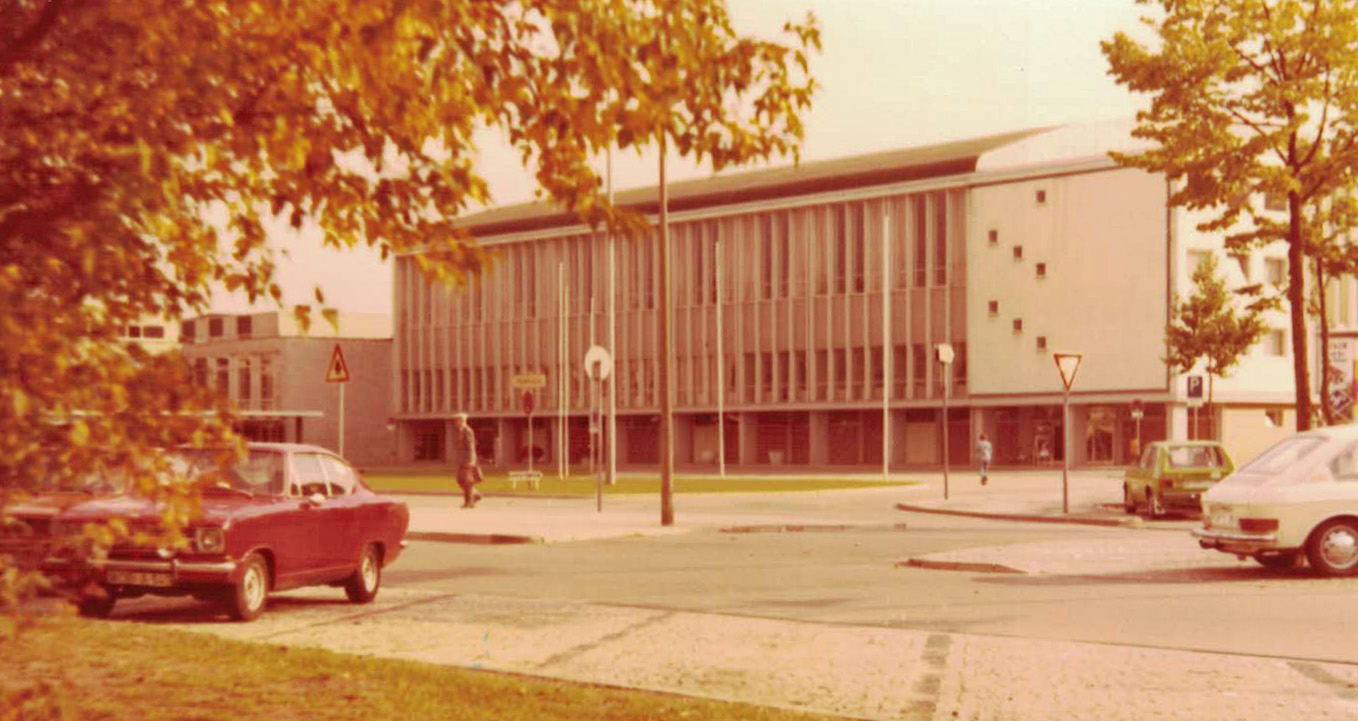
Die Stadthalle in den 1970er Jahren

1957 bis 1958 entstand – an der Stelle des heutigen CongressParks – die „Stadthalle“ nach einem Entwurf von Peter Koller als Mehrzweckhalle für maximal 3.134 Personen. Sie war nicht nur für Konzerte und Ausstellungen, sondern auch für Sportveranstaltungen vorgesehen, darunter den Sportunterricht einer nahegelegenen Schule. Außer dem „Großen Saal“ verfügte die Stadthalle im Untergeschoss über ein Lehrschwimmbecken sowie Kegelbahnen. Am 4. Mai 1958 wurde sie mit einer Ausstellung über den Maler Lovis Corinth eröffnet.
1962/63 wurde die Stadthalle um den Spiegelsaal mit dem darunterliegenden Ausstellungsraum und um die Sporthalle erweitert; die Fassade wurde dabei in repräsentativer Form erneuert. Das Relief an der Ostfassade wurde von Peter Szaif entworfen. Am 1. Juli 1963, anlässlich des 25-jährigen Stadtjubiläums, wurde die nun erweiterte Stadthalle wieder eröffnet.

### CongressPark
1986 wurde die Stadthalle erneut umgebaut. Die Kosten betrugen 27 Millionen DM. Im Folgejahr wurde die Stadthalle in CongressPark umbenannt. 2013 wurde beschlossen, dass der Theater-Intendant Rainer Steinkamp zusätzlich den CongressPark als zweiter Geschäftsführer, ab 2014 als Geschäftsführer leitet. Er beendete seine Tätigkeit zum 31. Dezember 2016.
2013 besuchten 138.203 Menschen den CongressPark.
Vom 15. Dezember 2020 bis zum 16. Dezember 2022 bestand im CongressPark ein Impfzentrum gegen COVID-19. Die Vermietung als Impfzentrum ermöglichte dem CongressPark 2021, erstmals seit Jahren ein positives Betriebsergebnis zu erwirtschaften. 2022 bekam der CongressPark den German Brand Award in der Kategorie Excellent Brands - Trade Fairs & Event Locations, um den er sich beworben hatte.